# 東山学院

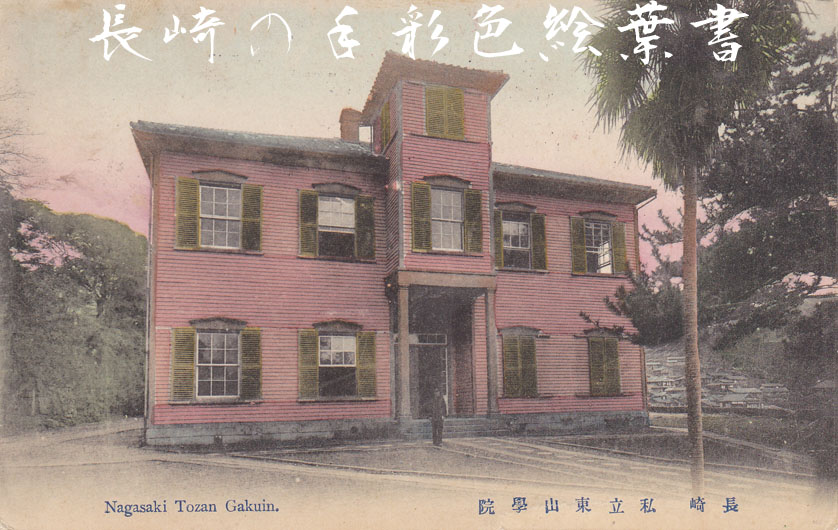
東山学院　旧スチイル記念学校　手彩色絵葉書

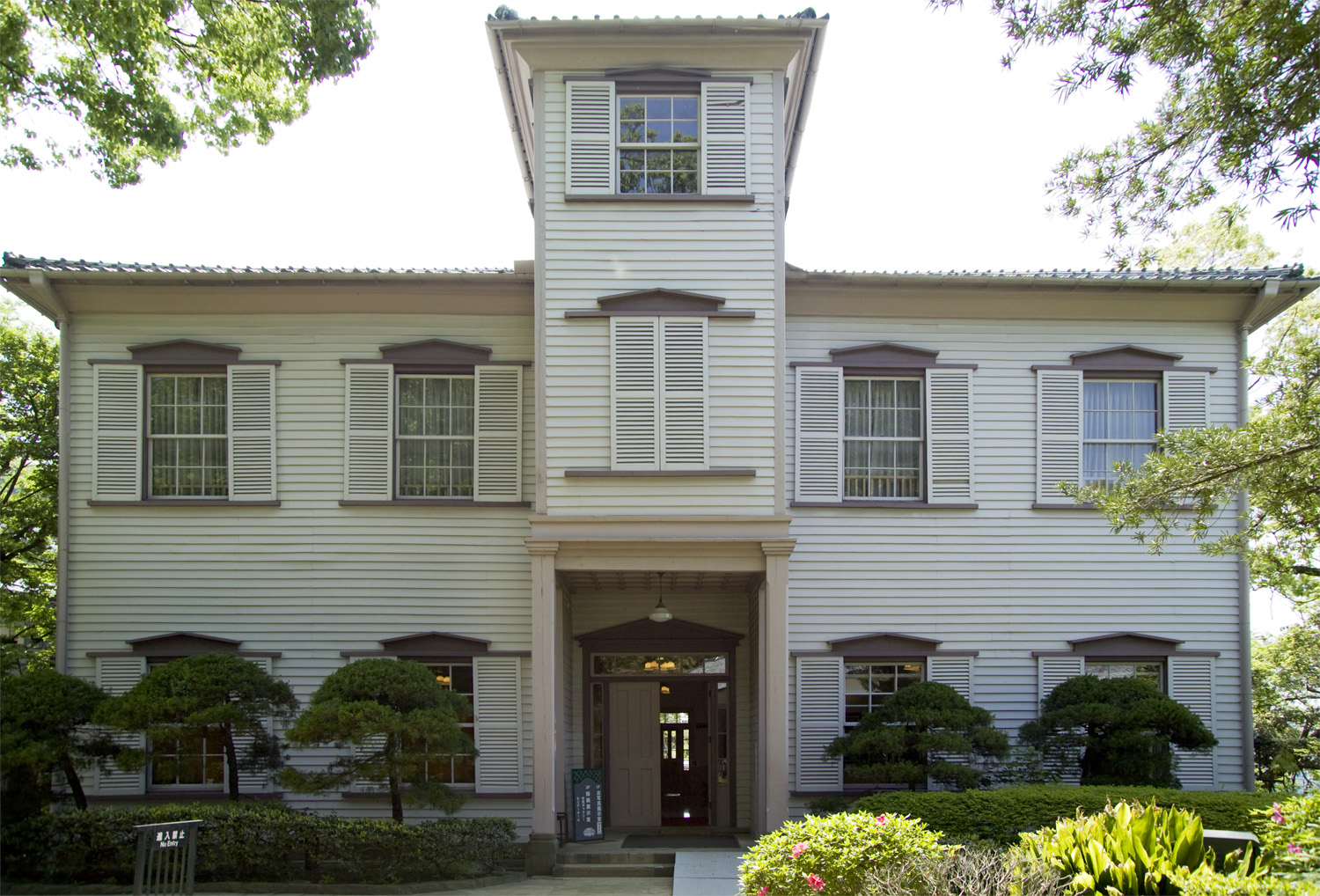
グラバー園に移築された校舎

東山学院（とうざんがくいん、Steele Memorial Academy）は、明治時代から昭和初期にかけて、長崎県長崎市にあったアメリカ・オランダ改革派教会系のミッションスクールである。
長崎に赴任したアメリカ・オランダ改革派教会のヘンリー・スタウト宣教師は、明治5年（1873年）に佐賀藩の藩校広運館の教師を辞任して、夜間の英語塾を始め、聖書と英語を教えた。広運館の生徒が10人ほど集まった。
1881年（明治14年）に日本基督一致教会の西部中会が設立されると、スタウトは、ユージーン・ブース宣教師や青山昇三郎らと神学校管理委員会を設立して、神学校の設立に向けて動き出した。
1884年（明治17年）に来日した婦人宣教師メリー・E・ブロカウが女子学校（後に梅香崎女学校から下関梅光女学院を経て現在の梅光学院）を整備し、1886年（明治19年）に来日したアルバート・オルトマンスが男子校を整備して、1887年（明治20年）にスティール・アカデミー神学部を設立した。東山学院は神学部と普通部の2部で構成された。神学部に進むためには、普通部で一般教養を学ぶ必要があった。
初代院長にはオルトマンスが就いた。1891年（明治24年）には最初で最後の日本人院長大儀見元一郎が院長になった。大儀見院長時代の1892年（明治25年）頃に東山学院と呼ばれるようになった。
1895年（明治28年）よりスタウトが3年間アメリカに戻っている間に、神学部の生徒が激減する。1897年（明治30年）には神学教育を廃止し、神学部は1902年（明治35年）に明治学院神学部と合併した。
1905年（明治38年）にアルバートス・ピータースが校長に就任し、1910年（明治43年）まで務める。
1932年（昭和7年）に財政難のため、明治学院第二中学部東山学院となった後、翌1933年（昭和8年）に閉校する。生徒は鎮西学院に移った。跡地には長崎カトリック神学院が一時的に入ることになった。
初代院長オルトマンスが建設を指導した校舎は、その後も長崎カトリック神学院、東陵中学校、海星学園の校舎、寄宿舎として使用され、1972年（昭和47年）に海星学園から長崎市に寄贈ののち、1974年（昭和49年）にグラバー園に移築されて現在に至っている。

## 主な出身者
- 都留仙次（明治学院院長）
- 益富政助
- 日高善一
- 瀬川直一